# Bâtiment situé 39 rue Generala Milojka Lešjanina à Niš
Le bâtiment situé 39 rue Generala Milojka Lešjanina à Niš (en serbe cyrillique : Зграда у Ул. Генерала Милојка Лешјанина 39 у Нишу ; en serbe latin : Zgrada u Ul. Generala Milojka Lešjanina 39 u Nišu) se trouve à Niš, dans la municipalité de Medijana et dans le district de Nišava, en Serbie. Il est inscrit sur la liste des monuments culturels protégés de la république de Serbie (identifiant no SK 1061),.

## Présentation
Le bâtiment, situé à l'angle des rues Kneginje Ljubice et Generala Milojka Lešjanina, a été construit vers 1905 pour les besoins de la Niška banka, une banque fondée en 1903 et absorbée en 1922 par la Građanska banka de Belgrade. Après 1925, le bâtiment a été mis en vente et acheté en 1929 par de jeunes commerçants qui en ont fait la Maison des jeunes commerçants de Niš. Les locaux ont ensuite été utilisés par une école, une bibliothèque et une salle de lecture. À partir de 1939, la partie scolaire du bâtiment a été reprise par la Direction des chemins de fer de l'État et, en 1940, le cinquième district de l'armée y a emménagé.
Ce bâtiment très spacieux est doté d'un grand dôme et d'un balcon situés dans la partie angulaire de l'ensemble. Il constitue un exemple d'architecture académique dans la ville dans la première décennie du XXe siècle.